# Атанасіос Міауліс
Атана́сіос Міау́ліс (грец. Αθανάσιος Μιαούλης; 1815 — 7 червня 1867) — грецький політик, прем'єр-міністр.

## Життєпис
Народився на острові Ідра 1815 року в родині відомого грецького адмірала Андреаса Міауліса, від якого отримав звання з мореплавства. Закінчив військову школу в Мюнхені та став офіцером грецьких ВМС. Згодом став ад'ютантом короля Оттона Баварського, а 1855 року зайняв пост морського міністра.
Обіймав посаду глави грецького уряду з 13 листопада 1857 до 26 травня 1862.
Після усунення Оттона від влади Міауліс вирушив у вигнання. Помер у Парижі 7 червня 1867 року.